# Браун, Андрей Георгиевич
Андрей Георгиевич Браун (14 февраля 1937, с. Круглолуговка, Бахмачский район, Черниговская область, Украинская ССР, СССР — 4 июня 2022, Байройт, Бавария, Германия) — советский и казахстанский государственный и партийный деятель. Герой Социалистического Труда (1991). Руководитель Целиноградской (Акмолинской) области с 1986 по 1997 год.

## Биография
Родился 14 февраля 1937 года в селе Рундевизе Черниговской области Украинской ССР. Немец. Отец — Георг Браун — работал плотником в колхозе, в 1936 году был репрессирован. Мать — Мария-Шарлоте.

### Образование
- 1958 — Акмолинский зооветеринарный техникум
- 1965 — Омский сельскохозяйственный институт имени С. М. Кирова (заочно), учёный-зоотехник

В 1994 в Новосибирске защитил диссертацию на соискание учёной степени кандидата сельскохозяйственных наук. Тема диссертации: «Продуктивные качества и биологические особенности скота молочных пород Северного Казахстана».

### Трудовая деятельность
- 1958—1961 — зоотехник в подсобном хозяйстве в Купчановке
- 1961—1967 — зоотехник, главный зоотехник совхозв «Капитоновский» Макинского района Целиноградской области
- 1967—1973 — директор совхоза «Сочинский», совхоза имени Карла Маркса Атбасарского района Целиноградской области
- 1973 — начальник управления сельского хозяйства Атбасарского района Целиноградской области
- 1973—1982 — первый секретарь Краснознаменского райкома Компартии Казахстана[2]
- 1982—1986 — первый заместитель председателя Целиноградского облисполкома, председатель агропромышленного Совета агропромобъединения
- 1986 — исполняющий обязанности председателя Кокчетавского облисполкома
- 1986—1991 — первый секретарь Целиноградского обкома Компартии Казахстана
- 1990—1992 — председатель Целиноградского облсовета
- 1992—1997 — глава администрации, аким Целиноградской (с 1992 года — Акмолинской) области
- 1997 — советник Президента Республики Казахстан
- С 1997 — пенсионер. Проживал в городе Байройт (ФРГ)[3]

### Общественная деятельность
- 1961—1991 — член КПСС
- 1980—1984 — Депутат Верховного Совета Казахстана 10-го созыва
- 1987—1989 — Депутат Верховного Совета СССР 11-го созыва[4]
- 1989—1991 — Народный депутат СССР[5]
- 1990—1992 — Депутат Верховного Совета Казахстана 12-го созыва[6]

## Награды
- 1991 — Герой Социалистического Труда
- 1980, 1991 — орден Ленина
- 1972, 1976 — орден Трудового Красного Знамени
- 1997 — орден «Достык»

## Публикации
Автор книг «Советы рыболову» (1994 г., в соавт.), «Моя жизнь» (2002 г.).

## Семья
Жена — Браун Ирина Никодимовна.
Имеет четырёх дочерей (Ольга, 1964 г.р., Лидия, 1967 г.р., Ирина, 1970 г.р., Анна, 1972 г.р.)